# Klarendić
Klarendić je hrvatsko prezime. Potječe iz Šibenika i 11 km udaljenog Danilo Birnja.

## Povijest
Klarendići se prvi put spominju 1669. godine, u župnim knjigama župe Šibenski Varoš.
U varoškoj matici umrlih od 1668. do 1685. navode se prvi put ukopi osoba s prezimenima koja se kasnije javljaju na ovim prostorima, među njima i Oršula Klarendić, umrla 1674. godine.
U Varošu se 1687. navode starješine obitelji i broj članova njihovih obitelji, među ostalim navodi se i Jere Klarendić (2 člana obitelji).
Godine 1732. varoški župnik Ante Šimić izvršio je popis stanovništva Varoša.  U tome popisu se navode 193. obitelji, s imenom i prezimenom starješine obitelji i brojem članova u svakoj obitelji. Između ostalih u popisu se navode: Jure Klarendić (3), Jadre Klarendić (7), Jure Klarendić (9) i Grgo Klarendić (3).
Po anagrafu 1822. u današnjem Danilo Birnju živjeli su i Jure i Mate Klarendić p. Ivana od kojih su današnji Klarendići Danilo Birnja. Njihov djed Lovre (1730. – 1800.) je pokopan u Varošu, a baka Marta (1725. – 1823.) je pokopana kod sv. Jurja. Lovrina kći † 1770. g. je pokopana kod sv. Jurja.

## Klarendići danas
Klarendići u Hrvatskoj su Hrvati, a u prošlom stoljeću relativno najviše hrvatskih stanovnika s ovim prezimenom rođeno je u gradovima Šibeniku i Kninu.
U Hrvatskoj danas živi oko 60 Klarendića u 20 domaćinstava, a sredinom prošlog stoljeća bilo ih je približno 40.